# Коженна
Коженна (пол. Korzenna) — село в Польщі, у гміні Коженна Новосондецького повіту Малопольського воєводства.
Населення — 2027 осіб (2011).
У 1975—1998 роках село належало до Новосондецького воєводства.

## Географія
Селом протікає річка Ясенянка.

## Демографія
Демографічна структура станом на 31 березня 2011 року:
|          | Загалом | Допрацездатний вік | Працездатний вік | Постпрацездатний вік |
| -------- | ------- | ------------------ | ---------------- | -------------------- |
| Чоловіки | 1009    | 298                | 639              | 72                   |
| Жінки    | 1018    | 287                | 581              | 150                  |
| Разом    | 2027    | 585                | 1220             | 222                  |